# Joseph Alfidi
Joseph Alfidi (Yonkers, 28 mei 1949 – Brussel, 2 februari 2015) was een Amerikaanse pianist en componist. Hij werd geboren in de Verenigde Staten. Zijn ouders waren van Italiaanse afkomst. In 1956 speelde hij voor het eerst, als 7-jarige, in de Carnegie Hall, waar hij onder meer Le nozze di Figaro van Wolfgang Amadeus Mozart bracht. In de volgende jaren zou hij in contact komen met Leopold Stokowski, Pierre Monteux, Thomas Beecham, Guido Cantelli en Leonard Bernstein. Hij werd in die tijd ook uitgenodigd door het Vaticaan om te spelen voor paus Johannes XXIII.
In 1959 gaf hij zijn eerste optreden in België samen met het De Philharmonie van Antwerpen en in 1960 trad hij op in het bijzijn van Koningin Elisabeth. De koningin nodigde hem uit om te gaan studeren aan het Conservatorium van Brussel. In 1972 werd Alfidi derde in de Koningin Elisabethwedstrijd na Valery Afanassiev. Hierna kwam Alfidi in contact met Arthur Rubinstein, waarmee hij gedurende enkele jaren nauw samenwerkte. Later ging Alfidi les geven aan het Conservatorium van Luik. Hij overleed op 65-jarige leeftijd in 2015.
- Library of Congress Control Number: n78060688
- MusicBrainz: ebb4c606-6971-4b62-934f-b25f8bf1fd02
- Nationale Bibliotheek van Israël: 987007419185905171
- Virtual International Authority File: 55406700
- WorldCat: E39PBJkMHd9fJqQhqp4mfkdCwC